# Chapelle Saint-Éloi d'Athus
La chapelle Saint-Eloi est un édifice religieux catholique sis à Athus (Belgique), en proximité immédiate des frontières française et luxembourgeoise. Construite en 1955 elle fut l'œuvre collaborative des ouvriers sidérurgiques d’Athus (Belgique) et de Rodange (Luxembourg). 

## Histoire
Depuis les années 1930 un projet de chapelle dans le quartier dit ‘de la frontière’, à Athus, est discuté, promu en particulier par le curé de l’époque l’abbé Bekker. Le projet ne se concrétise qu’après la Seconde Guerre mondiale. En 1954, par un échange foncier avec l’usine sidérurgique de Rodange [MMR] une parcelle de terrain est acquise par la fabrique d'église d'Athus, au 84 rue de Rodange, à Athus, à quelques centaines de mètres de la frontière luxembourgeoise. 
Avec l’aide du comte de Briey, conseiller social de l’usine de Rodange, le curé d'Athus mobilise les bonnes volontés de la région pour assurer la construction de la chapelle. De dizaines d’ouvriers des deux usines sidérurgiques - d’Athus et de Rodange - rassemblent les fonds nécessaires, mais surtout, pour éviter le cout qu’aurait entrainé l’engagement d’une entreprise de construction les ouvriers des deux usines décident de construire la chapelle eux-mêmes, des fondations à la toiture. La chapelle devient un projet unique de collaboration  transfrontalière. La cloche est offerte par l’usine de Rodange.   
Le nouveau lieu de culte est ouvert et béni le 8 mai 1955 par Mgr Charue, évêque de Namur. Il est placé sous la protection de saint Eloi, patron des mineurs et travailleurs de la métallurgie. 
Aujourd'hui (en 2020) l’état de la chapelle suscite des inquiétudes. Sa toiture en particulier nécessite des travaux de rénovation. Un groupe de réflexion étudie la possibilité d’en faire un monument historique à la mémoire des ouvriers d’Athus et de Rodange.   

## Adresse
- Chapelle Saint-Éloi, 84 rue de Rodange, 6791 Athus, Belgique.